# Sœurs des Anges
Ne doit pas être confondu avec Sœurs des Saints Anges, Sœurs des Saints Anges gardiens ou Sœurs de l'Ange Gardien.
Les sœurs des Anges (en latin : Sororum Ab Angelis) dont le nom complet est sœurs des anges, adoratrices de la Sainte Trinité sont une congrégation religieuse féminine enseignante et hospitalière de droit pontifical.

## Historique
La congrégation est fondée le 28 juin 1891 à Nocera Inferiore par Clotilde Micheli (1848 - 1911) en religion Marie-Séraphine du Sacré-Cœur pour l'éducation des jeunes et le soin des malades. L'institut s'étend bientôt à d'autres villes, Briano (1891), Santa Maria Capua Vetere (1893) où les religieuses prennent la direction d'un l'orphelinat puis Faicchio (1899) avec l'ouverture d'une école maternelle et d'une école professionnelle.
Les sœurs des Anges reçoivent le décret de louange le 7 mars 1928 et l'approbation finale du Saint-Siège le 16 juin 1936.

## Activités et diffusion
Les religieuses se consacrent à l'enseignement et aux soins des malades.
Elles sont présentes en :
- Europe : Italie.
- Amérique : Brésil.
- Afrique : Bénin.
- Asie : Indonésie, Philippines.

La maison généralice est à Naples.
En 2017, la congrégation comptait 292 religieuses dans 36 maisons.